# Ateuchus femoratum
Ateuchus femoratum là một loài bọ cánh cứng trong họ Bọ hung (Scarabaeidae).